# Румшас, Донатас
Донатас Румшас (лит. Donatas Rumšas; род. 21 марта 1988) — литовский футбольный судья. Судья ФИФА с 2016 года.

## Карьера
Донатас Румшас дебютировал в качестве главного судьи в матче высшего дивизиона Литвы 8 марта 2014 года, обслужив поединок Атлантаса и Дайнавы (6:0).
В 2016 году вошёл в список арбитров ФИФА и стал обслуживать международные футбольные матчи. Его первая игра в еврокубках состоялась 30 июня 2016 года, когда он судил первый квалификационный раунд Лиги Европы 2016/17 годов между клубами «Санта-Колома» и загребский «Локомотив» (1:3).
Работал также на матчах юношеских и молодёжных сборных, отсудил четыре матча на чемпионате Европы U-17 2017 года в Хорватии. Был арбитром за воротами в судейской команде Гедиминаса Мажейки на молодёжном чемпионате Европы 2017 года в Польше.
10 июня 2019 года отсудил свой первый матч национальных сборных, когда Фарерские острова проиграли Норвегии со счетом 0:2 в рамках отбора к Евро-2020.